# Vema

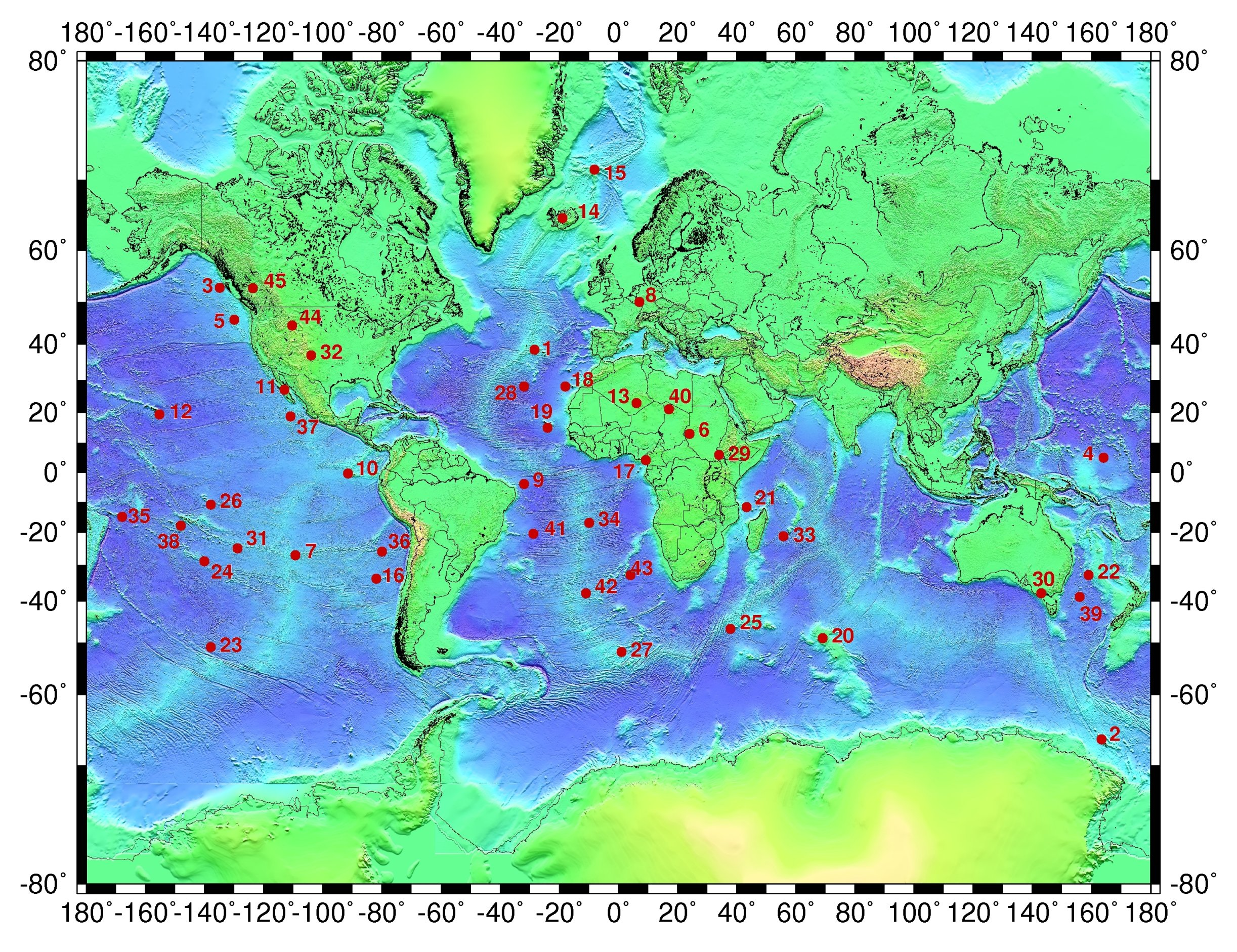
Weltkarte mit bedeutenden Hotspots. Vema ist in der Liste identifizierter Hot Spots die Nummer 43.

Der Vema ist ein 980 Kilometer westnordwestlich von Kapstadt im Südatlantik liegender Tiefseeberg, der aus einer Tiefe von ungefähr 4600 Metern empor ragt. Er hat die Form einer Tiefseekuppe, auch Guyot genannt, – mit kegelförmiger Struktur und abgeflachter Spitze – und ist vor ungefähr 11 Millionen Jahren vermutlich durch einen vulkanischen Hotspot entstanden.

## Biologie
Da der Gipfel des Vema nur 26 Meter unter dem Meeresspiegel liegt, kann er von Sonnenstrahlen – die eine ausgeprägte Flora und Fauna begünstigen – noch erreicht werden. Dort kommt z. B. auch die über 30 Zentimeter lange, kulinarisch hochbegehrte und dadurch fast ausgerottete Tristan-Languste vor. Sie kommt sonst nur auf der 2000 km westsüdwestlich gelegenen Inselgruppe Tristan da Cunha vor und ziert dort sogar das Wappen und die Flagge.

## Geschichte
Entdeckt wurde der Tiefseeberg 1957 (andere Quellen nennen 1959) vom Forschungsschiff Vema, einem 62 Meter langen Schoner des Lamont-Doherty Earth Observatory, dem Forschungsinstitut der Geowissenschaften an der Columbia University auf der Suche nach Diamanten. Das Schiff wurde zum Namensgeber des Vema.